# 浜松市浜松北地域自治センター
浜松市浜松北地域自治センター（はままつしはままつきたちいきじちセンター）は静岡県浜松市北区（現・浜名区）新都田に所在した、旧浜松市（2005年6月以前）の北側を管轄していた行政機関。

## 概要
2005年7月1日に浜松市が周辺市町村を編入合併した際に開設。また2007年4月1日に浜松市が政令指定都市に移行して、浜松北地域自治センターの名称となったが、2012年4月の出先機関再編で廃止された。廃止後は、新都田市民サービスセンターで住民サービスを継続した。
旧浜松市北部にあった都田公民館と都田市民センターが2013年4月に合併して都田協働センターとなった。

### 担当業務
- 浜松北地域協議会 - 廃止後、北区協議会に一本化

## 交通機関
- 遠州鉄道バス
- 天竜浜名湖鉄道天竜浜名湖線 都田駅